# Ilha de Jaina

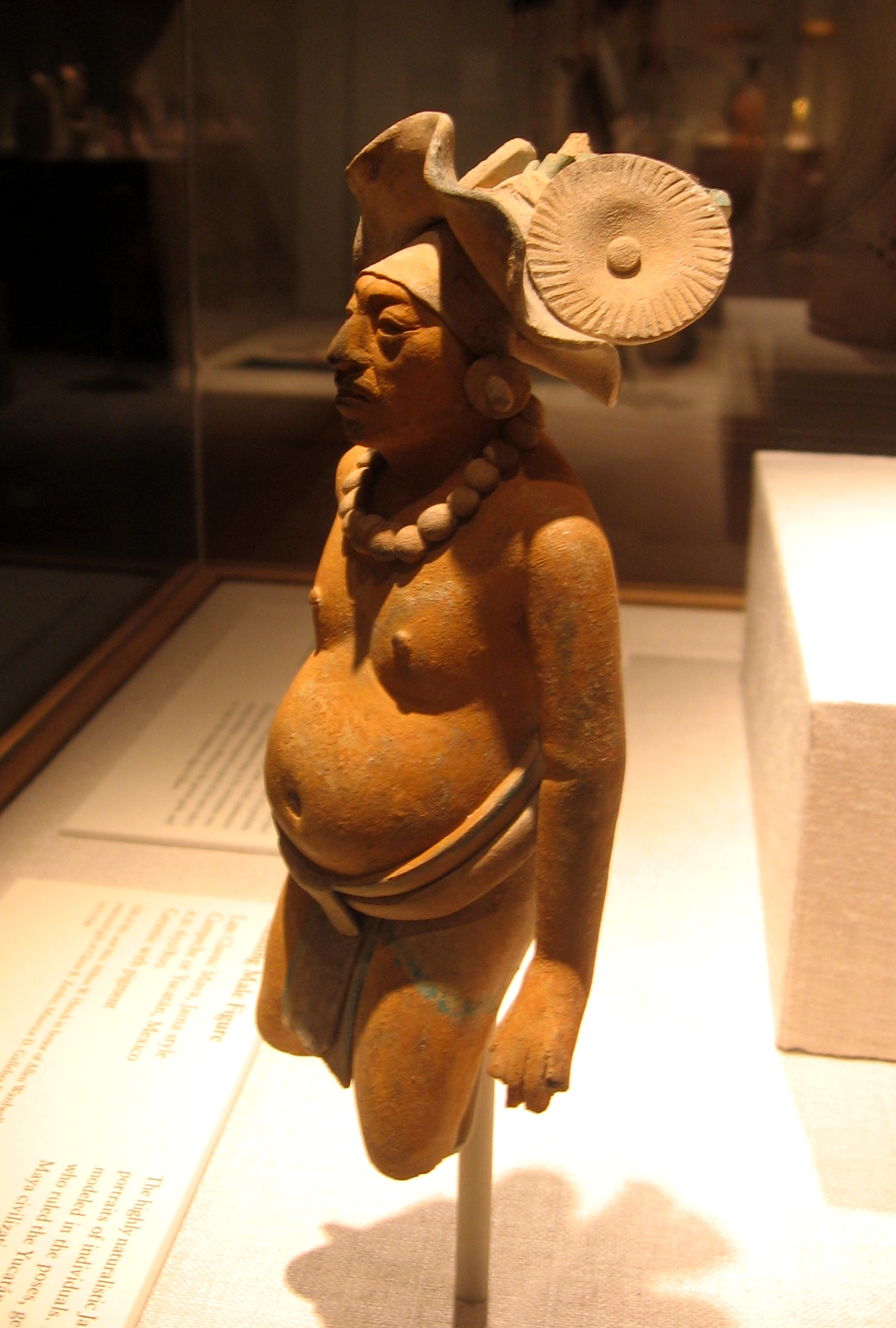
Figura masculina, 650-800 d.C.

A Ilha de Jaina é um sítio arqueológico maia pré-colombiano no atual estado mexicano de Campeche. Trata-se de uma pequena ilha calcária situada na costa do golfo da península de Iucatã separada do continente por um braço de mar e serviu como local de enterramento da elite maia. É notável pelo grande número de finas figuras de cerâmica ali escavadas.
O termo "Jaina" é traduzido como "Templo na Água".

## O sítio

Ilha de Jaina e outras comunidades maias principais do Período Clássico.

Tanto a ilha de Jaina como a vizinha ilha Piedras eram sítios de pequenas povoações ou aldeias. A ocupação de Jaina iniciou-se por volta de 300 d.C., e estendeu-se até ao seu abandono por volta de 1200. A principal fase de ocupação ocorreu perto do final deste período, durante o Período Clássico Tardio. As ruínas atuais consistem de dois pequenos grupos de praças e um campo do jogo da bola.
A ilha de Jaina é notável pelas suas cerca de 20 000 sepulturas, das quais mais de 1 000 foram escavadas arqueologicamente. Em cada sepultura, os restos humanos são acompanhados por utensílios de vidro, lousa e cerâmica bem como uma ou mais figuras de cerâmica, usualmente depositadas sobre o peito do sepultado ou entre as suas mãos.
O nome desta ilha-necrópole provavelmente tem origem na expressão em maia iucateque hail na, ou “casa aguada”. A sua localização ocidental pode ter estado ligada ao pôr-do-sol, e portanto à morte.
A origem da população ali enterrada é por ora desconhecida, mas provavelmente terá vindo de Edzna, e das regiões vizinhas de Chenes e Puuc.

## Figuras do estilo Jaina

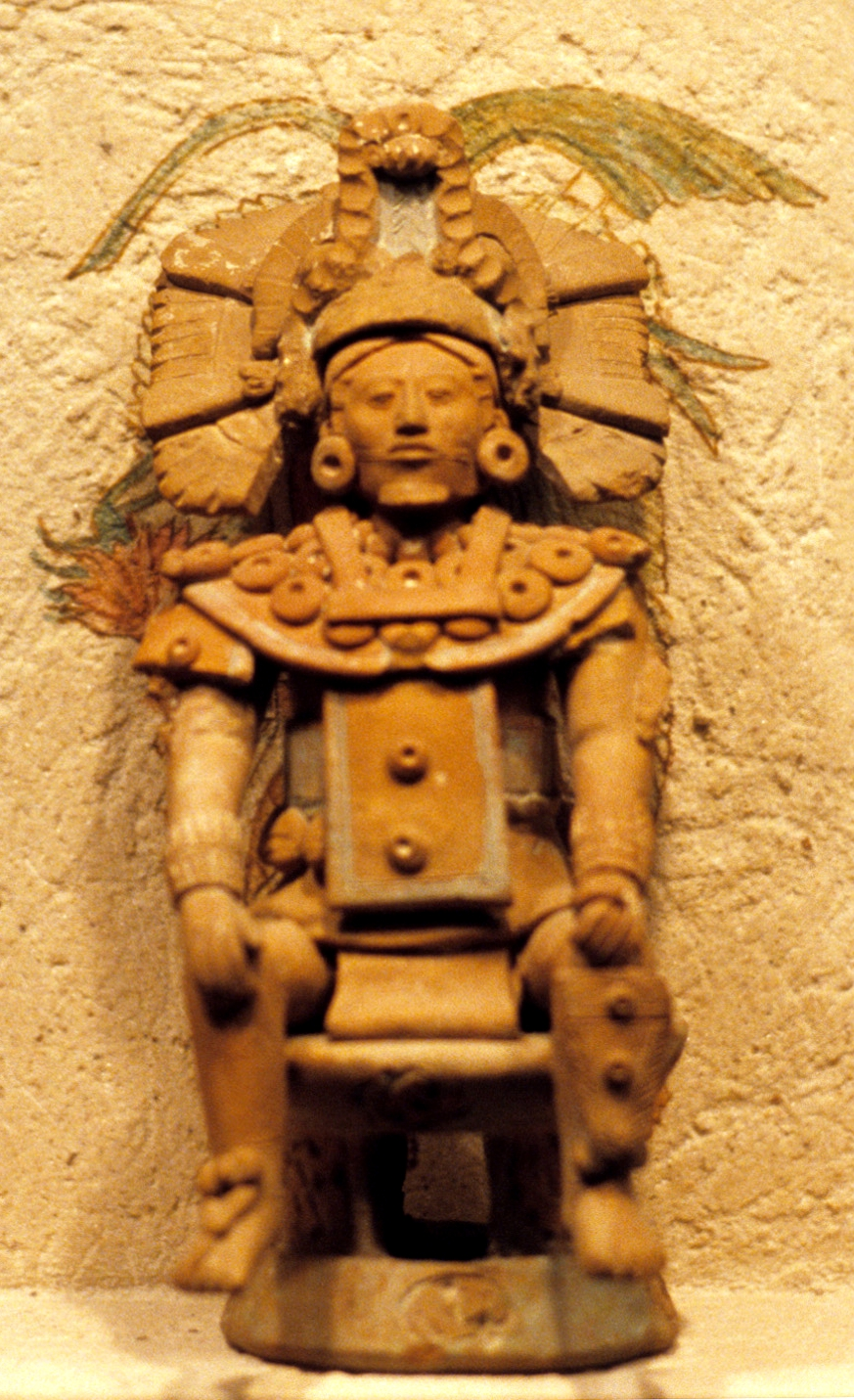
Figura masculina feita à mão.

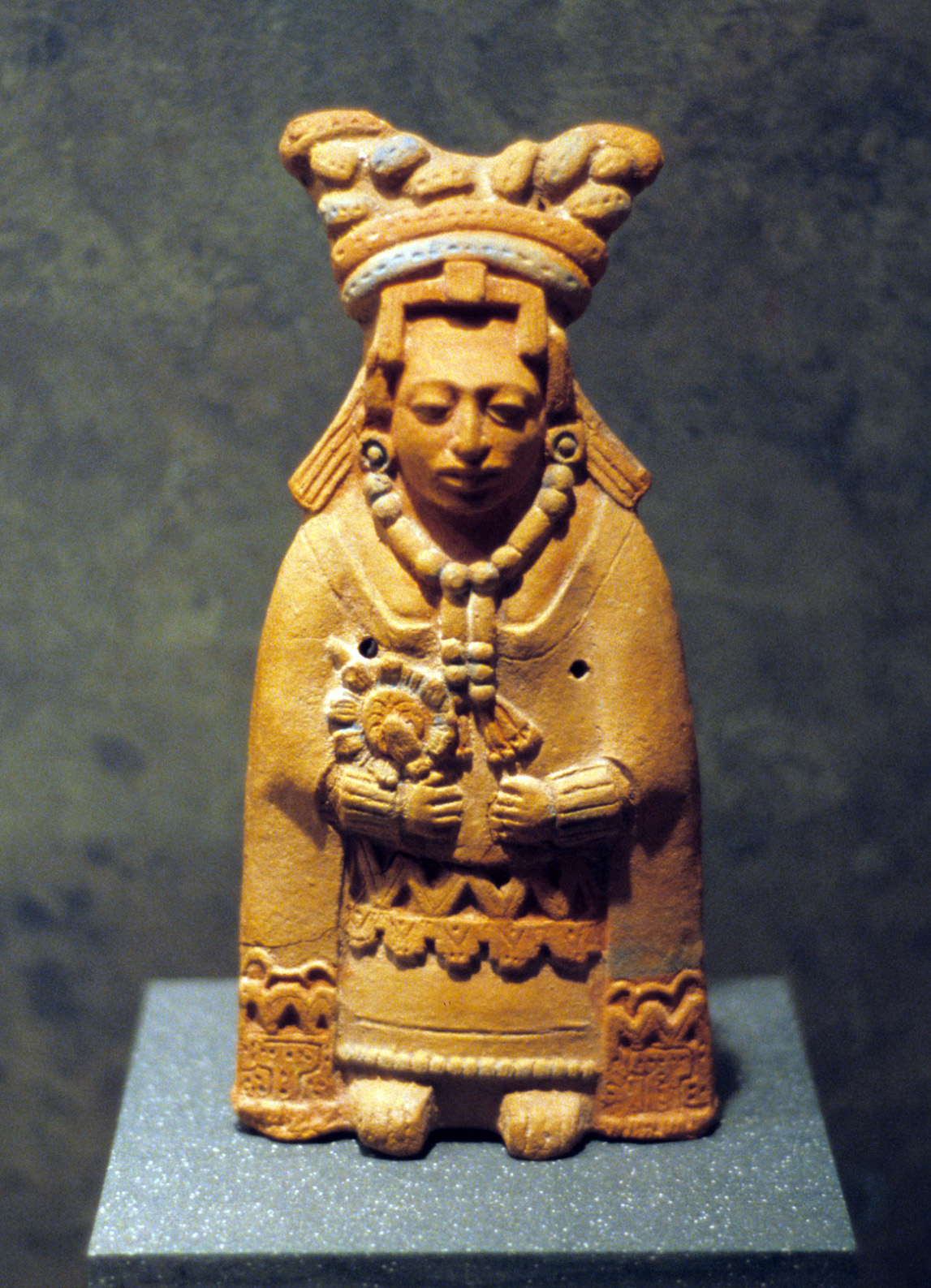
Figura feminina moldada.

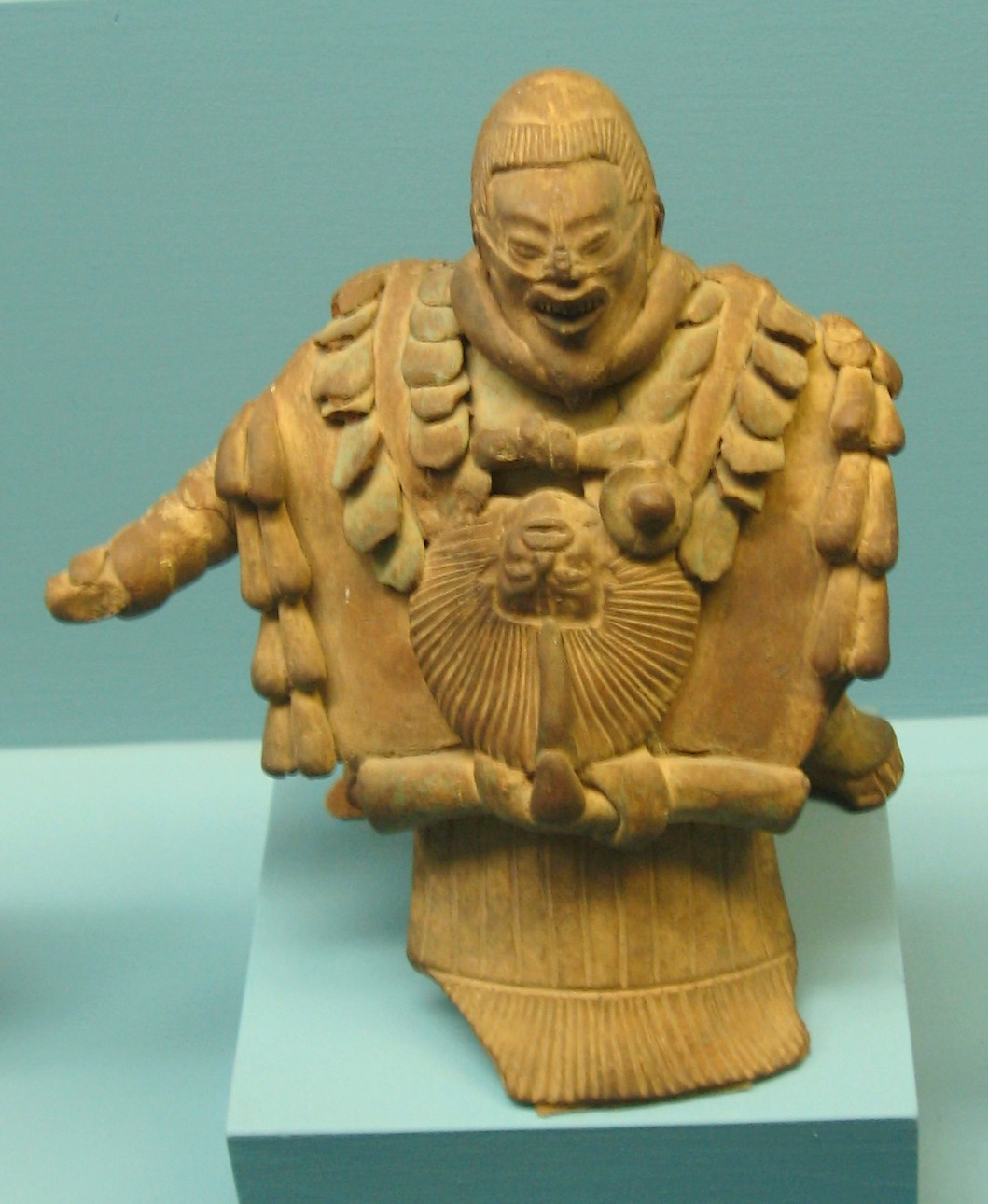
Figura masculina feita à mão.

Devido ao grande número de figuras aqui encontradas, estas figuras tornaram-se conhecidas como "figuras ao estilo Jaina" quer tenham sido ou não encontradas na ilha de Jaina. De facto, estas figuras são mais numerosas em sítios maias situados no continente, como no delta do rio Usumacinta, do que na ilha de Jaina.
As figuras do estilo Jaina mais antigas são naturalistas, delicadamente detalhadas, e "de um modo geral vistas como o melhor exemplo deste tipo de arte produzido nas antigas Américas". Embora tenham sido encontradas figuras maciças e ocas, predominam estas últimas e estão usualmente apetrechadas com um apito, ou com bolinhas de argila que produzem um som semelhante ao de uma roca. Tal como no caso das próprias figuras, não se sabe qual a função que cumpriam os apitos e as rocas.
Feitas de argila alaranjada e originalmente pintadas, sobretudo com ocres e azuis, as figuras têm geralmente entre 25 e 65 cm de altura, raramente mais.
Estas figuras podem representar também práticas maias de escarificação e a importância da classe na sociedade maia. Detalhes como marcas na face da figura bem como a roupa e jóias podem ser usadas para demonstrar o estatuto social da figura.
Todas as figuras da ilha de Jaina parecem ter sido produzidas especificamente como acompanhamentos funerários. Poucas destas figuras poderiam ter sido feitas na própria ilha, mais não seja por falta de espaço. Muitas das figuras moldadas foram relacionadas com oficinas em Jonuta, situada a sudoeste.
Criadas num estilo realístico, as figuras são um tesouro etnográfico, possibilitando um vislumbre das características físicas, vestimentas, e vida quotidiana da elite maia do Clássico Tardio. Os seus elaborados detalhes revelam as marcas características de estatuto social e as figuras são frequentemente encontradas com ferramentas e outros acessórios, fornecendo-nos vislumbres tridimensionais de utensílios há muito desaparecidos.

### Retratura?
Os detalhes idiossincráticos exibidos pelas figuras da fase mais antiga levaram um investigador a declarar que elas são "ensaios genuínos sobre retratura", enquanto outro acrescenta que as figuras "descrevem fielmente a idade, estatuto e expressão". Expressivas e individualizadas como são, tem-se provado ser difícil determinar os sujeitos destas figuras.
Por exemplo, não é possível correlacionar as figuras com a sepultura a que estão associadas. Em particular, o género das figuras parece apenas ocasionalmente corresponder ao género da sepultura-há figuras femininas que acompanham sepulturas masculinas e vice-versa, enquanto que sepulturas de crianças são frequentemente acompanhadas por figuras adultas.
Certas figuras, e estilos de figuras, foram identificadas como deidades. Outras apontam para mitos e lendas. Foi também sugerido que as figuras representam antepassados, distantes ou imediatos. A questão da retratura apenas poderá ser resolvida quando a função destes artefatos funerários for determinada.

### Fases cronológicas
Num artigo de 1975, Christopher Corson propôs três fases baseando-se na técnica e método de produção:
Fase I 	600 - 800 d.C,
Fase II 	800 - 1000 d.C.
Fase Campeche 1000 - 1200 d.C.
Embora as datas propostas variem consideravelmente de investigador para investigador, tal divisão é útil na análise das alterações nos métodos de produção e talvez das mudanças culturais por detrás destas.
Quase todas as figuras da Fase I são modeladas à mão, com pigmento aplicado depois da argila ter secado, e mostram o maior grau de manufatura. Embora possam identificar-se certos temas e estilos recorrentes, as figuras desta fase possuem uma unicidade generalizada.
A Fase II é marcada pela criação de figuras recorrendo a moldes. Frequentemente estas figuras moldadas eram melhoradas por meio de incisões ou da adição de finas tiras de argila e adornos. Embora o uso de moldes aumente a produtividade - sem dúvida uma explicação pelo menos parcial para a sua adopção - ele diminui as oportunidades artísticas, e assim as figuras da Fase II são geralmente menos inovadoras, menos detalhadas e menos idiossincráticas do que as da Fase I.
A Fase Campeche ficou marcada pela adopção quase total de figuras moldadas, frequentemente branqueadas, predominantemente representando uma mulher em pé com os braços erguidos. Este tema, identificado variadamente com as deusas Xochiquetzal ou Ix Chel, é tão prevalecente durante esta fase que ocorre em maior número do que todos os outros juntos, sugerindo que as práticas funerárias haviam caído sob a influência de uma ideologia nova, talvez importada. (Ver exemplares de uma figura de Jonuta da fase Campeche e de uma figura de Jaina da fase Campeche).

## Galeria

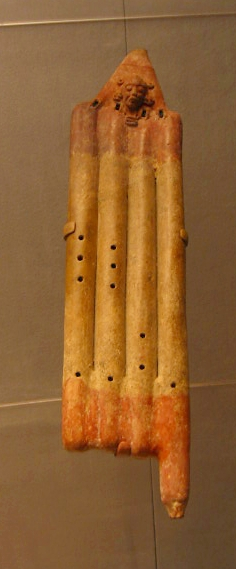
Flauta de cerâmica. Note a cabeça em miniatura.
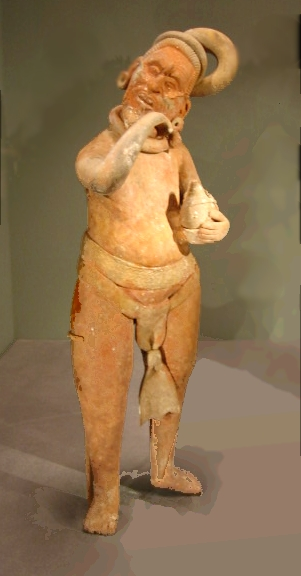
Um bêbado, 400 - 800 d.C.
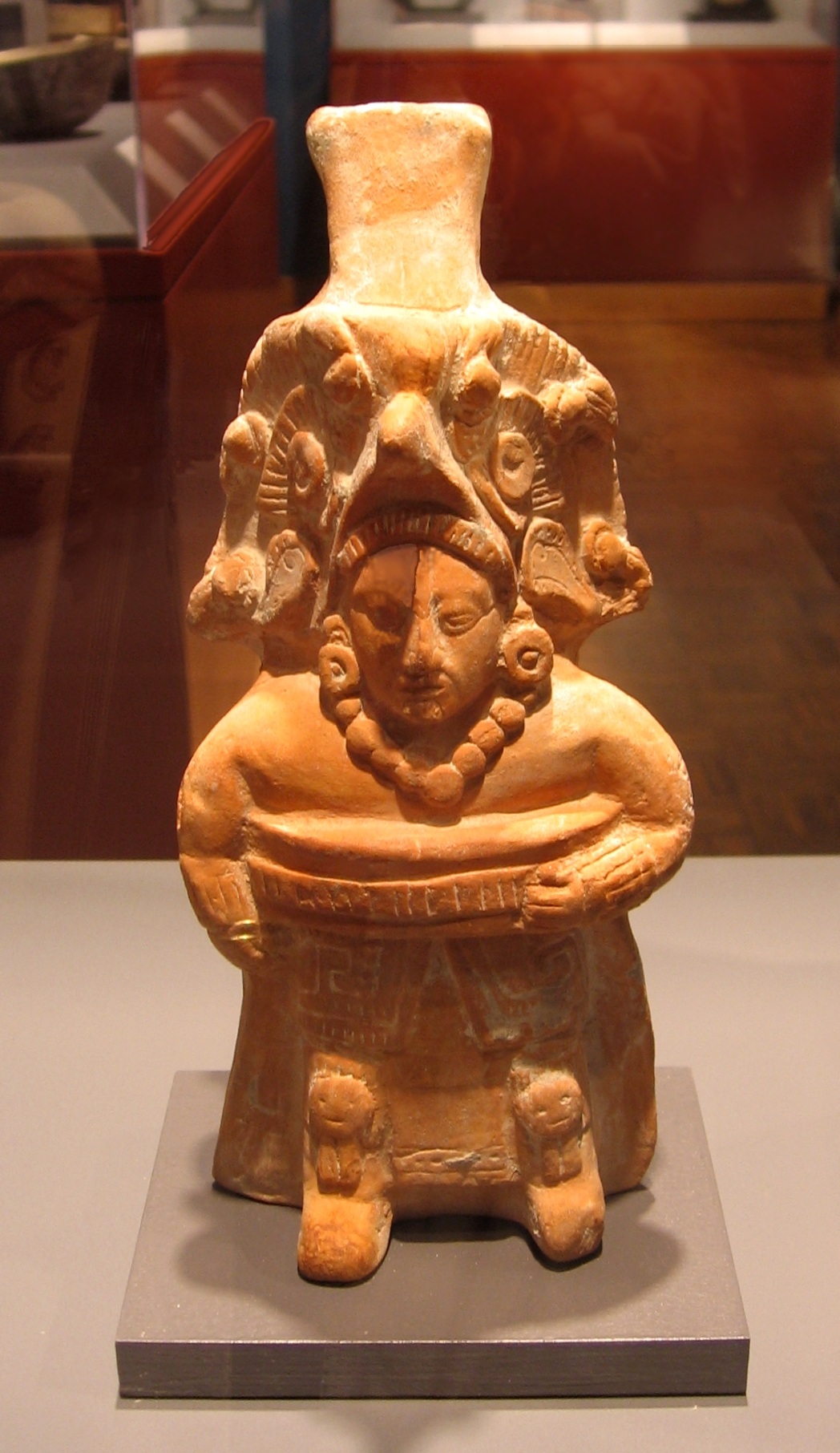
A canga e as joelheiras identificam esta figura de cerâmica moldada como um jogador de bola. Como muitas outras, também funciona como apito. 600-900 d.C.